# العمران الأعلى
العمران الأعلى إحدى الدوائر البلدية بمدينة تونس.

### مواضيع ذات علاقة
- ولاية تونس.
- معتمدية العمران الأعلى.